# Ayyub ibn Habib al-Lakhmí
Ayyub ibn Habib al-Lakhmí   (segle VII - segle VIII) fou el segon valí omeia de  l'Al-Àndalus (716) que va succeir al seu cosí Abd al-Aziz ibn Musa.
Fill d'una germana de Mussa ibn Nussayr, conquistador del regne visigot de Toledo, va ser nomenat interinament valí de l'Àndalus després de l'assassinat del seu cosí Abd-al-Aziz ibn Mussa, càrrec que va exercir fins a l'arribada del nou valí designat pel governador d'Ifríqiya, Al-Hurr ath-Thaqafí.